# Sequestro
No direito penal, sequestro é o confinamento ilegal de uma pessoa contra sua vontade, muitas vezes incluindo transporte/furto. O elemento de furto e rapto é tipicamente, mas não necessariamente, conduzido por meio de força ou medo: o perpetrador pode usar uma arma para forçar a vítima a entrar em um veículo, mas ainda é sequestro se a vítima for induzida a entrar no veículo voluntariamente.

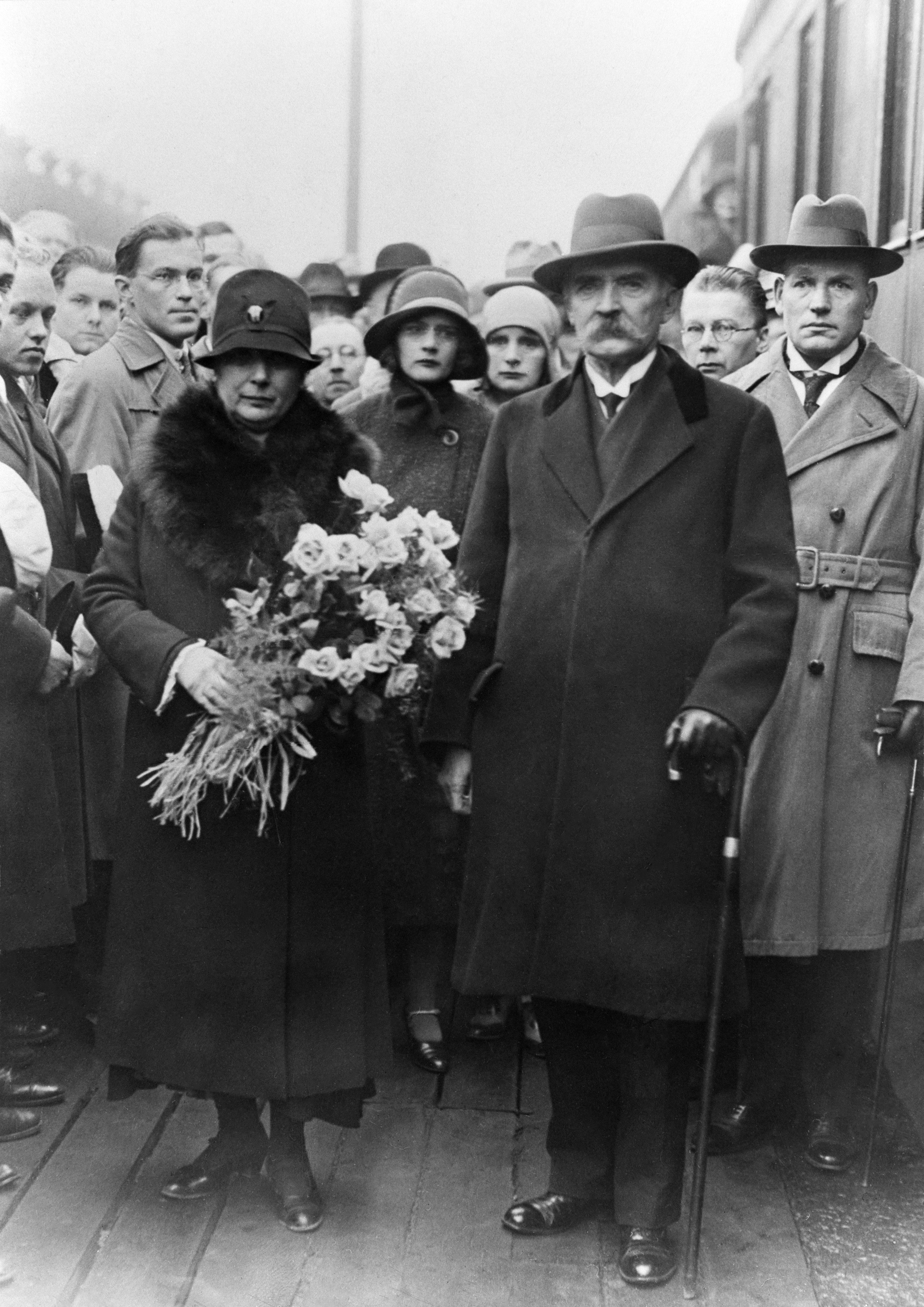
K. J. Ståhlberg (na centro-direita), o primeiro presidente da República da Finlândia, e sua esposa na Estação Central de Helsínquia após o sequestro. No meio da foto, sua filha Elli Ståhlberg está atrás deles.

O sequestro pode ser feito para pedir resgate em troca da libertação da vítima, ou para outros fins ilegais. O sequestro pode ser acompanhado de lesão corporal que eleva o crime a sequestro qualificado.

## Motivações

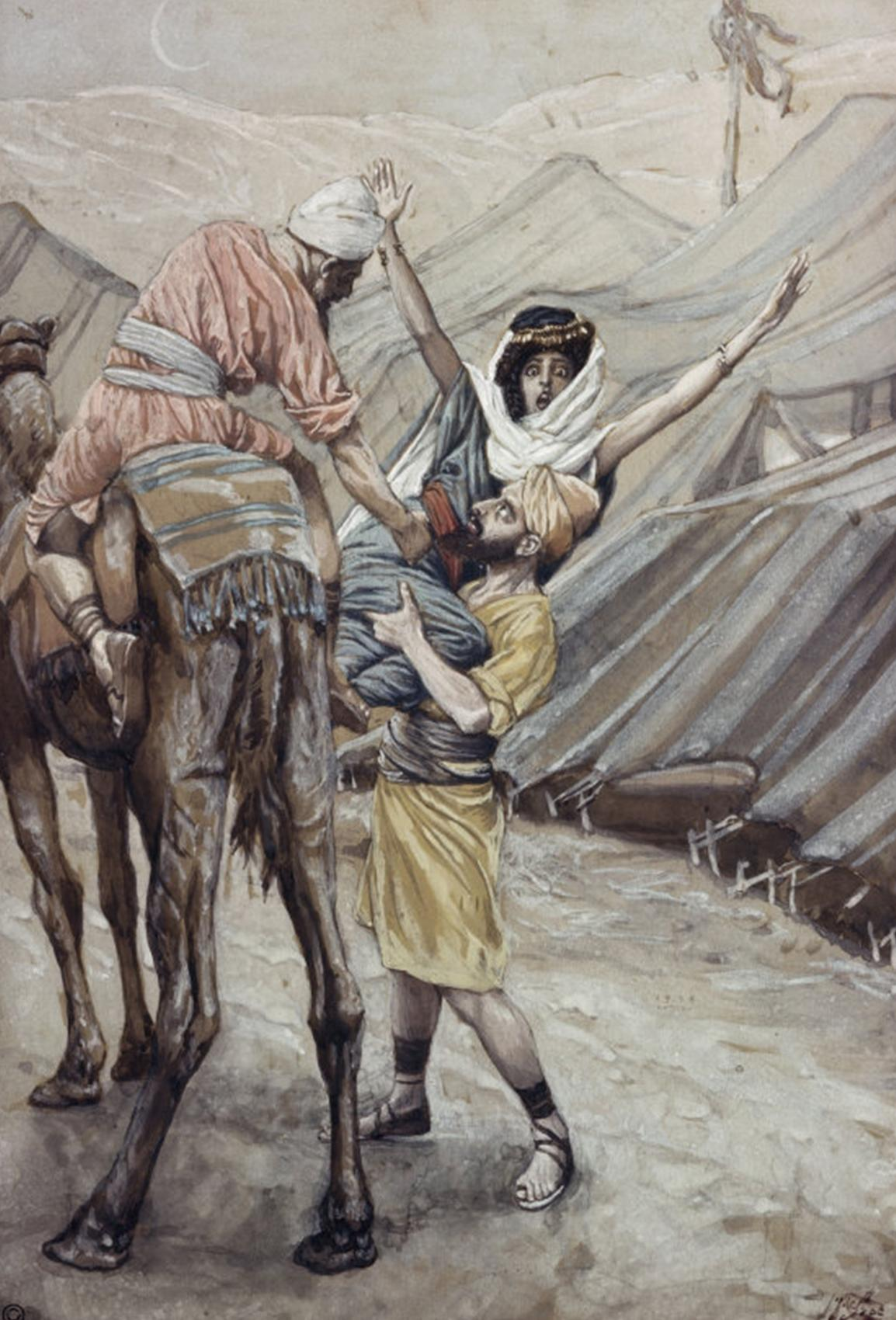
O rapto de Diná (aquarelado por volta de 1896–1902 por James Tissot)

Estima-se que gangues criminosas ganhem até quinhentos milhões de dólares por ano em pagamentos de resgate por sequestro.
O sequestro foi identificado como uma fonte pela qual organizações terroristas são conhecidas por obter financiamento. O artigo de Perri, Lichtenwald e MacKenzie identificou o sequestro de "tigres" como um método específico usado pelo Exército Republicano Irlandês Real ou pelo Exército Republicano Irlandês de Continuidade, no qual um membro da família sequestrado é usado para forçar alguém a roubar de seu empregador.
- Sequestro de noiva é um termo frequentemente aplicado vagamente, para incluir qualquer noiva "sequestrada" contra a vontade de seus pais, mesmo que ela esteja disposta a se casar com o "sequestrador". Ainda é tradicional entre certos povos nômades da Ásia Central. Ele ressurgiu no Quirguistão desde a queda da União Soviética e a subsequente erosão dos direitos das mulheres.[4]
- O sequestro-relâmpago é um método de sequestro utilizado em alguns países, principalmente da América Latina,[5] onde é exigido um pequeno resgate, que uma empresa ou família pode facilmente pagar.
- Sequestro de tigre é fazer um refém para obrigar um ente querido ou associado da vítima a fazer algo (por exemplo, uma criança é feita refém para forçar o lojista a abrir o cofre). O termo se origina da observação anterior geralmente longa, como um tigre faz à espreita.
- O sequestro pode ocorrer por motivos políticos. Um grupo sequestra uma ou mais pessoas importantes e as usam como moeda de troca para forçar um governo a libertar presos políticos. Exemplo: o sequestro do embaixador estadunidense Charles Elbrick ou o sequestro dos atletas israelenses nos jogos de Munique.

O sequestro às vezes tem sido usado pela família e amigos de um membro de uma suposta seita como um método para remover o membro da suposta seita e iniciar um processo de desprogramação. A desprogramação e o aconselhamento de saída têm sido usados com o objetivo de fazer com que supostos membros de seitas abandonem as crenças de seus grupos. O perigo apresentado por grupos de seitas tem sido usado por desprogramadores para justificar o uso do ato extremo de sequestro para fazer com que supostos membros mudem sua lealdade para longe do grupo.

## Estatísticas
|    | 1999          | 2006          | 2014        | 2018          |
| -- | ------------- | ------------- | ----------- | ------------- |
| 1  | Paquistão     | Paquistão     | Paquistão   | Paquistão     |
| 2  | México        | Iraque        | Índia       | Inglaterra    |
| 3  | Brasil        | Índia         | México      | Alemanha      |
| 4  | Filipinas     | África do Sul | Iraque      | México        |
| 5  | Venezuela     | Brasil        | Nigéria     | Marrocos      |
| 6  | Equador       | México        | Líbia       | Equador       |
| 7  | Rússia e CEI  | Equador       | Afeganistão | Brasil        |
| 8  | Nigéria       | Venezuela     | Bangladesh  | Nova Zelândia |
| 9  | Índia         | Colômbia      | Sudão       | Austrália     |
| 10 | África do Sul | Bangladesh    | Líbano      | Países Baixos |

### Países com as taxas mais altas

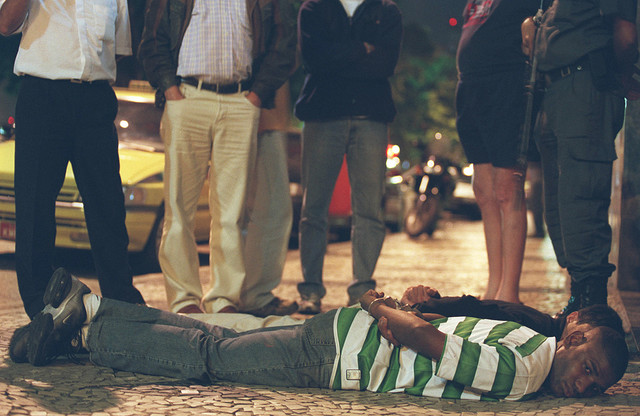
Sequestradores presos no Rio de Janeiro, Brasil, deitados no chão

O sequestro para resgate é uma ocorrência comum em várias partes do mundo hoje, e certas cidades e países são frequentemente descritos como a "Capital Mundial do Sequestro". Em 2018, a ONU descobriu que o Paquistão e a Inglaterra tiveram a maior quantidade de sequestros, enquanto a Nova Zelândia teve a maior taxa entre os 70 países para os quais há dados disponíveis. Em 2007, esse título pertencia ao Iraque com possivelmente 1.500 estrangeiros sequestrados. Em 2004, foi o México, e em 2001, foi a Colômbia. As estatísticas são mais difíceis de encontrar. Os relatórios sugerem um total mundial de 12.500 a 25.500 por ano, com 3.600 por ano na Colômbia e 3.000 por ano no México por volta do ano 2000. No entanto, em 2016, o número de sequestros na Colômbia caiu para 205 e continua a declinar. Os números mexicanos são difíceis de confirmar por causa dos temores de envolvimento da polícia no sequestro. "O sequestro parece florescer particularmente em estados frágeis e países em conflito, pois milícias politicamente motivadas, crime organizado e máfia da droga preenchem o vácuo deixado pelo governo".

### Piratas
Os sequestros em alto-mar relacionados à pirataria têm aumentado. Foi relatado que 661 tripulantes foram feitos reféns e 12 sequestrados nos primeiros nove meses de 2009. O IMB Piracy Reporting Center registrou que 141 tripulantes foram feitos reféns e 83 foram sequestrados em 2018.